# 샤본다마
샤본다마(シャボン玉 비눗방울[*])는 2003년 7월 30일에 발매된 모닝구무스메의 열아홉 번째 싱글이다.

## 개요
- 6기 멤버 (후지모토 미키, 카메이 에리, 미치시게 사유미, 다나카 레이나) 가입 후 첫 싱글이다. 신입 멤버 다나카 레이나가 메인 파트를 맡았다.

- 전작 AS FOR ONE DAY와 함께 태양의 서커스가 연기한 《퀴담 2003》의 이미지송으로 선정되었다.

- 2003년 6월 29일, 《27시간 텔레비전》의 그랜드 피날레에서 첫선을 보였다.

## 수록곡
1. シャボン玉
작사, 작곡 : 층쿠 / 편곡 : 다카하시 유이치 / 스트링스, 혼 어렌지 : 고노 신[1]
2. 涙にはしたくない
작사, 작곡 : 층쿠 / 편곡 : 스즈키 슌스케
3. シャボン玉 (Instrumental)

## 참여 뮤지션
※괄호는 트랙 번호
- 다카하시 유이치 - 프로그래밍, 기타 (1)
- 겐 잇데쓰 - 스트링스 (1)
- 니시무라 고지 - 트럼펫 (1)
- 고하타 미쓰쿠니 - 트럼펫 (1)
- 오쿠무라 쇼 - 트럼펫 (1)
- 무라타 요이치 - 트럼본 (1)
- 야마모토 다쿠오 - 테너 색소폰 (1)
- 고지 from THE 층쿠비♂트 - 기타 (1)
- 스즈키 슌스케 - 프로그래밍, 기타 (2)

## 차트
- 골드 (일본 레코드 협회)
- 주간최고순위 2위 (오리콘 차트)